# Гейсман Платон Олександрович

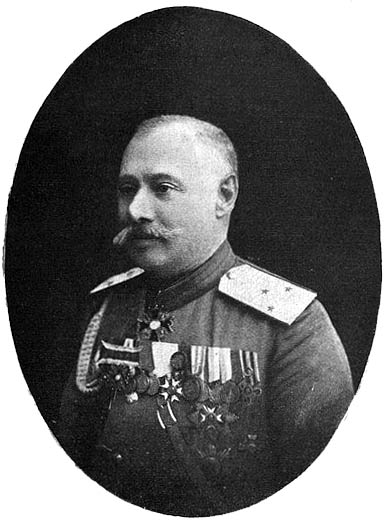
Geisman Platon Alexandrovitch

Плато́н Олекса́ндрович Ге́йсман (від 1916 року — Гейсманс; рос. Платон Александрович Гейсман; * 20 лютого (4 березня) 1853 — † 27 січня 1919, Петроград) — російський військовий історик. Генерал від інфантерії (1913). Син економіста та поліглота Олександра Гейсмана.

## Біографія
Із золотою медаллю закінчив гімназію у Кишиневі. Далі навчався в другому Костянтинівському військовому училищі, яке закічив 1872 року. Був командиром батальйону сербської армії в сербо-черногорсько-турецькій війні 1876 року та в російсько-турецькій війні 1877—1878 років.
1881 року закінчив Академію Генерального штабу. У 1892—1907 роках був професором військової історії в цій академії.
Від 1907 року командував дивізією, в 1911—1914 роках — корпусом. Від січня 1915 року був головним начальником Казанського військового округу. Від 1918 року працював у Петроградському університеті та Єдиному державному архівному фонді.

## Твори
- Славяно-турецкая борьба 1876—1877—1878 и ее значение в истории развития Восточного вопроса, ч. 1—2, СПБ, 1887—89.
- Краткий курс истории военного искусства в средние и новые века, 2 изд., СПБ, 1907.
- Война, ее значение в жизни народа и государства, СПБ, 1896.
- Генеральный штаб. Краткий исторический очерк его возникновения и развития, т. 1, ч. 1, СПБ. 1903.
- Русско-турецкая война 1877—78, СПБ, 1903.
- Опыт исследования тактики массовых армий, СПБ, 1894.